# Windows Aero
Aero is de grafische gebruikersinterface (GUI) van Windows Vista en Windows 7. Ook Windows 8 maakt gebruik van interface-elementen van Aero. Het is een acroniem voor Authentic, Energetic, Reflective and Open. Aero maakt gebruik van recente technieken om het merendeel van de functies mogelijk te maken.
De interface is bedoeld om een moderner, schoner en efficiënter uiterlijk te geven. Zo kan men gebruikmaken van Live Thumbnails, die bij de taakbalk kleine screenshots van de applicatie weergeven. Verder is de gebruikersomgeving vooral gebaseerd op doorzichtigheid. Onder andere de titelbalken, startbalk en vensterversieringen zijn doorzichtig geworden, wat ervoor moet zorgen dat het makkelijker is om openstaande applicaties te kunnen waarnemen.
De pictogrammen van Windows Aero werden ontworpen door The Iconfactory.

## Minimale systeemvereisten
Voor de Aero-GUI gelden de volgende systeemeisen:
- DirectX 9
- WDDM Support
- Pixel shader 2.0
- 32 bits per pixel

En er zijn nog enkele andere vereisten voor Aero:
- Minimaal 128 MB videogeheugen (256 MB voor resoluties hoger dan 1440x900 (Breedbeeld) of 1280x1024);
- Minimaal 1 GB aan intern geheugen;
- Een prestatiescore van 3.0 of hoger.

Is dat het geval, dan zal een gebruiker van Windows Vista of 7 Aero Glass voorgeschoteld krijgen. In het geval dat niet de juiste hardware aanwezig is, of als de gebruiker daarvoor kiest, is het ook mogelijk een eenvoudigere en mindere zware look-and-feel te kiezen, te weten Windows Vista Basic of 'Classic'.
In Windows Vista Home Basic en Windows 7 Home Basic is de Aero-interface veelal beperkt. Er is een ander thema beschikbaar (zonder het glaseffect), wat 'minder zwaar' is (deze versie is bedoeld voor wat oudere computers en computers met 512 MB intern geheugen of 1 GB intern geheugen en een onboard grafische kaart).